# Moyseafood
Moyseafood es una empresa española dedicada a la transformación y comercialización de cefalópodos.

## Historia
La empresa inició su actividad en 1949 con la comercialización de pescados y mariscos. En 1970, pasó de la comercialización a la transformación.
En 2021, la empresa fue una de las 10 galardonadas de Andalucía y Extremadura por la Cátedra BBVA de Empresa Familiar del Instituto Internacional San Telmo por su contribución económica y social.